# 지금, 이대로가 좋아요
《지금, 이대로가 좋아요》는 2009년에 개봉한 대한민국의 영화이다. 부지영 감독의 데뷔작으로, 공효진과 신민아가 출연했다.

## 시놉시스
명은은 어머니의 부고를 듣고 그간 발을 들이지 않았던 고향 제주도를 찾는다. 그곳에는 생선가게를 하는 이부언니 명주가 초등학생 딸과 함께 살고 있다. 장례를 치르고 난 명은은 자신의 아버지를 찾겠다며 명주에게 이틀 동안 여행을 제안한다. 자신은 아버지의 얼굴을 모르니 길잡이로 나서라는 것이다. 명주는 망설임 끝에 아버지가 다른, 열살 터울 나는 명은의 청을 받아들인다.

## 캐스팅
- 공효진 : 명주 역
- 신민아 : 명은 역
- 추귀정 : 혜숙 역
- 김상현 : 현아 역
- 문재원 : 현식 역
- 배은진 : 승아 역
- 김대흥 : 카우보이맨 역
- 이선희 : 은실 역
- 이정은 : 연포탕녀 역
- 한동화 : 연포탕남 역
- 양영조 : 삼촌 역
- 박동현 : 호텔매니저 역
- 곽병규 : 트럭기사 1 / 라디오진행남 (목소리) 역
- 최교식 : 트럭기사 2 역
- 김진욱 : 트럭기사 3 역
- 서민이 : 아기 명은 역
- 안세은 : 어린 명은 역
- 김지나 : 어린 명주 역
- 이나현 : 어린 승아 역
- 송기동 : 뒷차운전사 역
- 김지수 : 라디오진행녀 (목소리) 역

## 제작
영화의 각본은 부지영 감독이 직접 썼으며, 영화진흥위원회의 2006 HD영화제작지원 당선작, 전라북도와 KBS 공동제작지원 선정작으로 뽑힌 바 있다.
부지영 감독은 친언니와 여행 중에 영화를 처음 구상했다고 밝혔다. 결손가정에서 자라난 이부자매를 다룬 영화의 주제의식에 대해서 "가족이란 이러저러해야 한다는 암묵적 동의가 오히려 문제를 낳는 것 같아요. 가족을 너무 끈끈하지도, 너무 멀지도 않은, 느슨한 연대감의 커뮤니티로 이해하면 어떨까요? 또 가족이 다양해져야 사회가 다양해진다고 믿어요."라고 설명했다.
영화의 배경은 제주도로, 제주도 출신인 부감독의 개인적인 경험이 담겨 있다. 부감독은 "모든 것을 품어내는 여성성의 섬 제주도, 가부장적 권위에 짓눌리지 않는 제주도 여자의 진취적인 이미지를 담고 싶었다"고 설명했다. 특히 주인공 자매의 엄마 캐릭터는, 감독이 생각하는 제주도 여성의 초상으로 묘사되었다. 엄마 역의 배우는 감독이 직접 녹음한 제주도 방언을 따라 연습해야 했다.
영화의 80% 이상이 제주도에서 촬영되었다. 주인공 가족의 집은 애월읍 하귀리 소재의 한 주택이 선택되었다. 이밖에 한라병원, 양지공원, 세화 오일장, 제주항 여객터미널, 산굼부리, 돈내코, 한림 등 도내 이곳저곳에서 촬영되었다.

## 평가
이명세 감독은 '《식스 센스》 이후 최고의 반전'이라고 평가했다. 서울국제여성영화제의 남인영 교수는 "가족에 대한 새로운 시선과 여성 감독의 힘을 보여준다"고 평가했다.